# Maison Poniatowski
La maison Poniatowski (armoiries Ciołek) est une famille de la noblesse polonaise. Son nom apparaît pour la première fois vers 1446 à Poniatowa, mais son ascension réelle commence avec Stanisław Poniatowski dont le fils, Stanisław August Poniatowski, est élu roi de Pologne et grand-duc de Lituanie en 1764, sous le nom de Stanislas II. Il sera également le dernier souverain polonais qui verra son pays  disparaître en tant qu'État souverain partagé par les puissances voisines.
Après le partage de la Pologne, une branche de cette famille s'installe en Italie, puis en France. La branche française subsistante descend du prince Kazimierz Poniatowski (1721-1800, frère aîné de Stanislas II), dont les deux fils illégitimes (Carlo et Giuseppe) de son fils unique, le prince Stanisław Poniatowski (1754-1833) et de Cassandra Luci (1785-1863), furent légitimés en 1822[réf. nécessaire] et reçurent le patronyme « Poniatowski ».
Carlo Poniatowski (1808-1887, mort sans descendance) et Giuseppe Poniatowski (1816-1873) reçurent chacun le titre toscan de prince di Monte Rotondo en 1847 et le titre autrichien de prince (Fürst) Poniatowski en 1850. Les descendants masculins et féminins, par lignée masculine, du prince Giuseppe Poniatowski portent respectivement le titre de prince X Poniatowski et de princesse Y Poniatowska et le chef de Maison celui de prince Poniatowski et prince de Monte-Rotondo.

## Membres notables

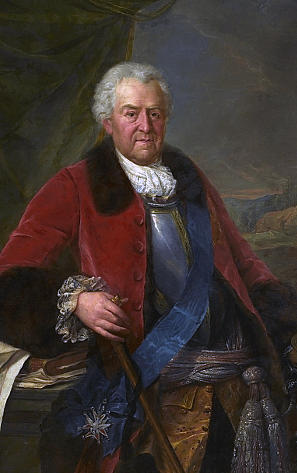
Stanisław Poniatowski, (1676-1762), castellan de Cracovie
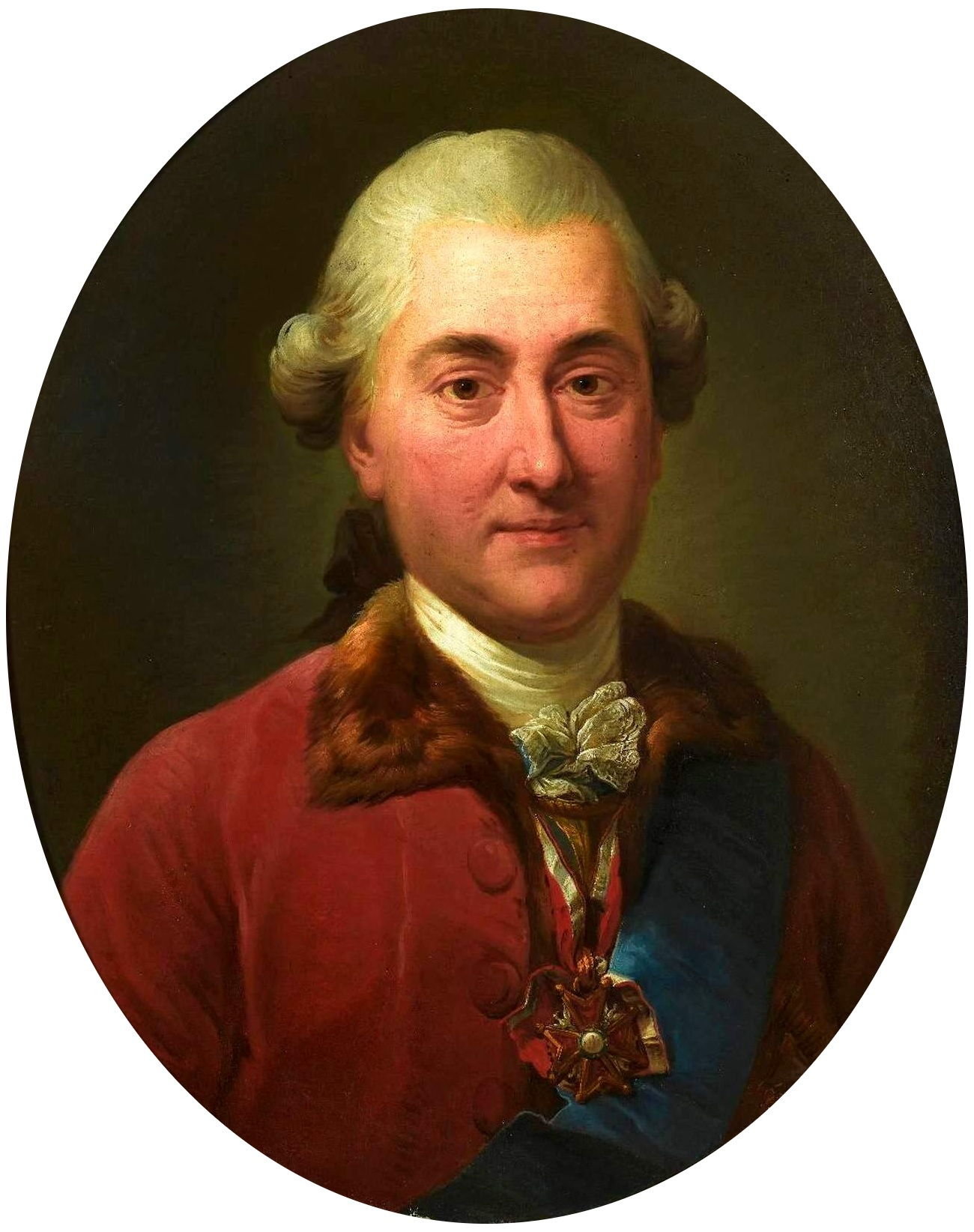
Kazimierz Poniatowski (en) (1721-1800), grand chambellan de la Couronne
- Franciszek Józef Poniatowski (1723-1759), chanoine et prévôt de la cathédrale de Cracovie, chancelier de Gniezno
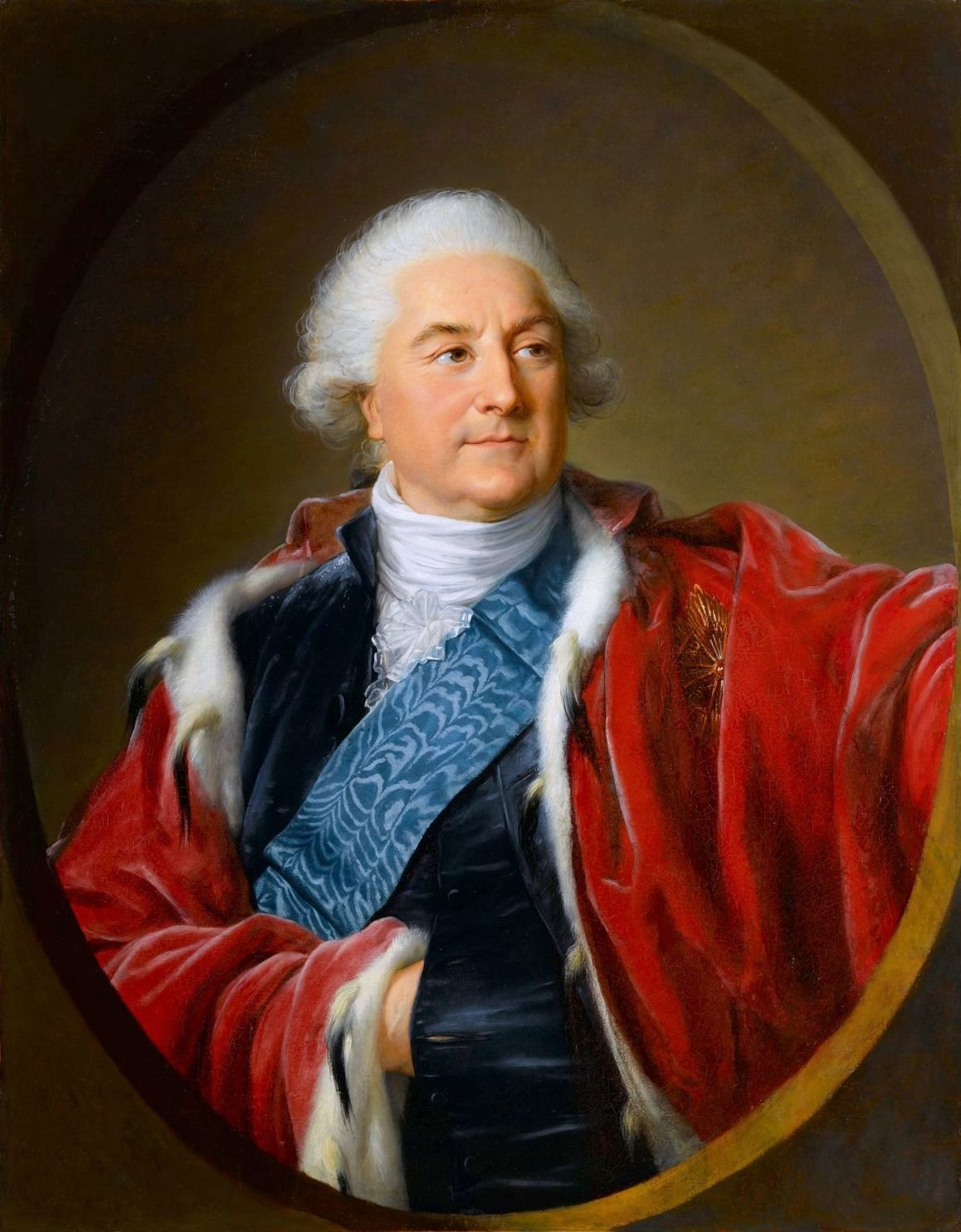
Stanisław August Poniatowski (1732-1798), roi de Pologne, grand-duc de Lituanie
- Andrzej Poniatowski (en) (1734-1773), général autrichien, prince du Saint-Empire
- Michał Jerzy Poniatowski (en) (1736-1794), évêque de Płock, archevêque de Gniezno et primat de Pologne
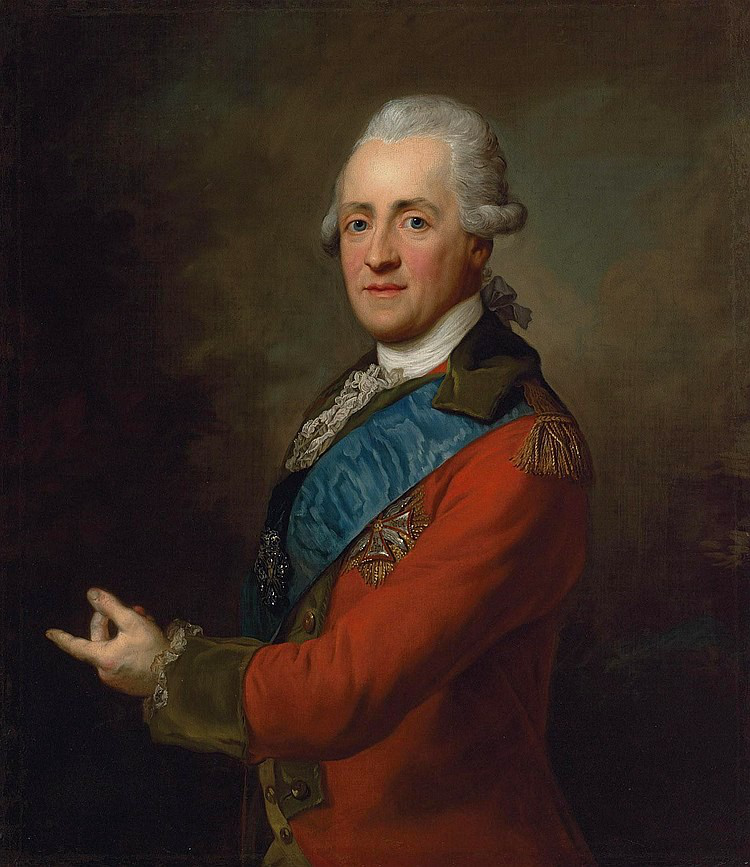
Stanisław Poniatowski (en) (1754–1833), prince polonais, diplomate, commandant du régiment Royal Foot Guards, grand trésorier du grand-duché de Lituanie (1784-1791) et gouverneur de Stryj
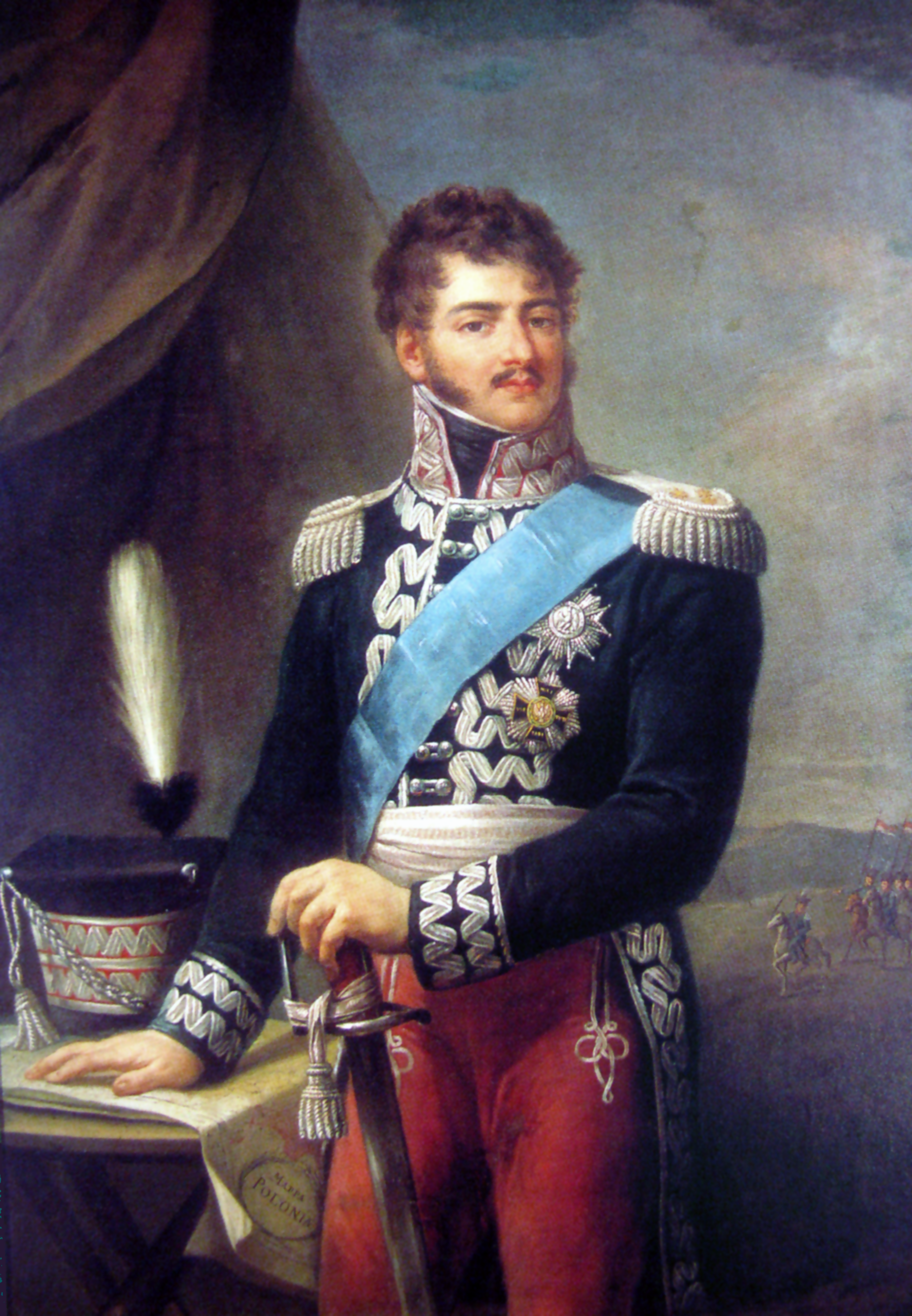
Józef Antoni Poniatowski (1763-1813), prince du Saint-Empire, général de l'armée du duché de Varsovie, maréchal d'Empire
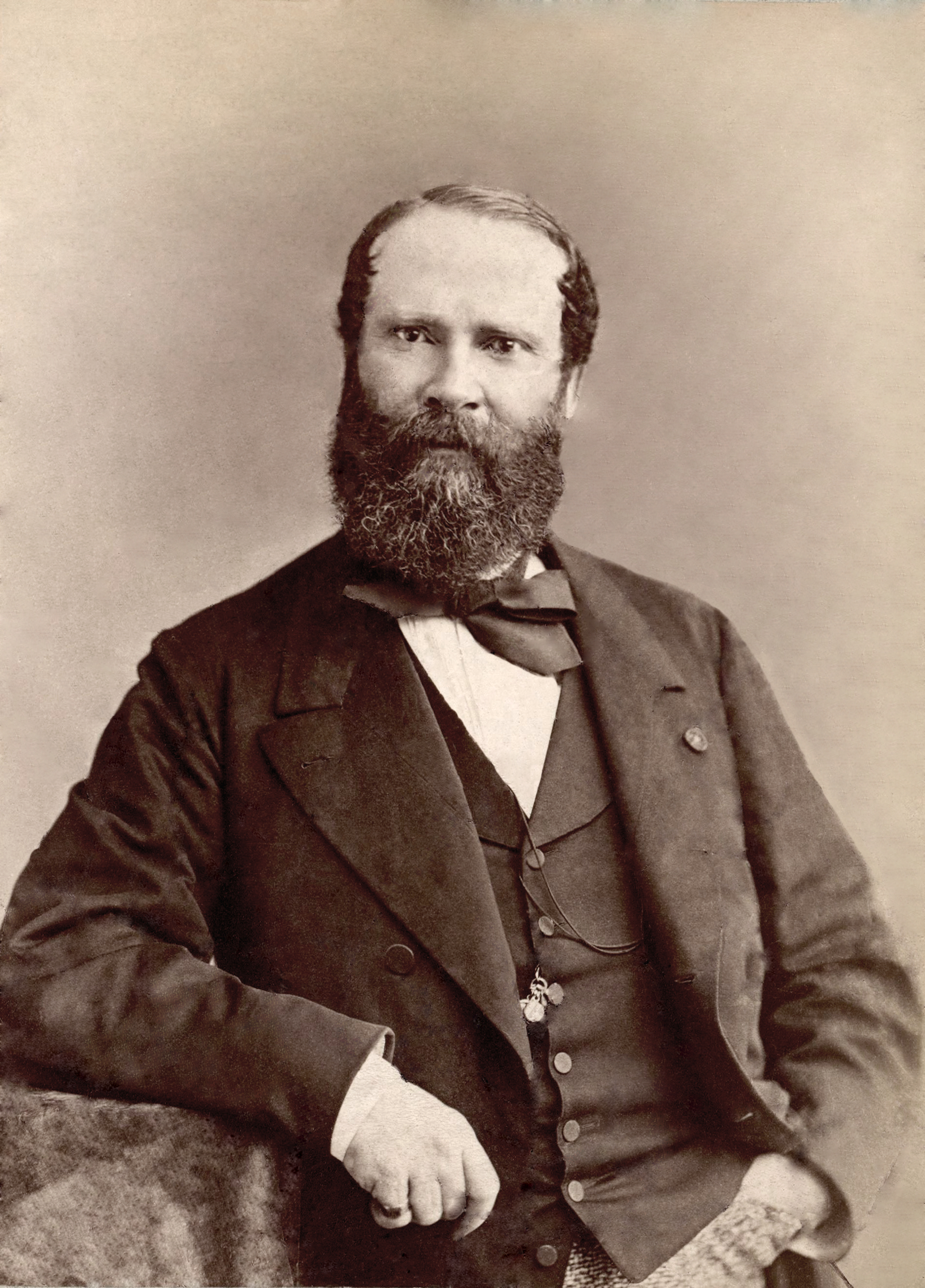
Joseph Poniatowski (1816-1873), prince toscan et autrichien, musicien et artiste lyrique, homme politique et diplomate
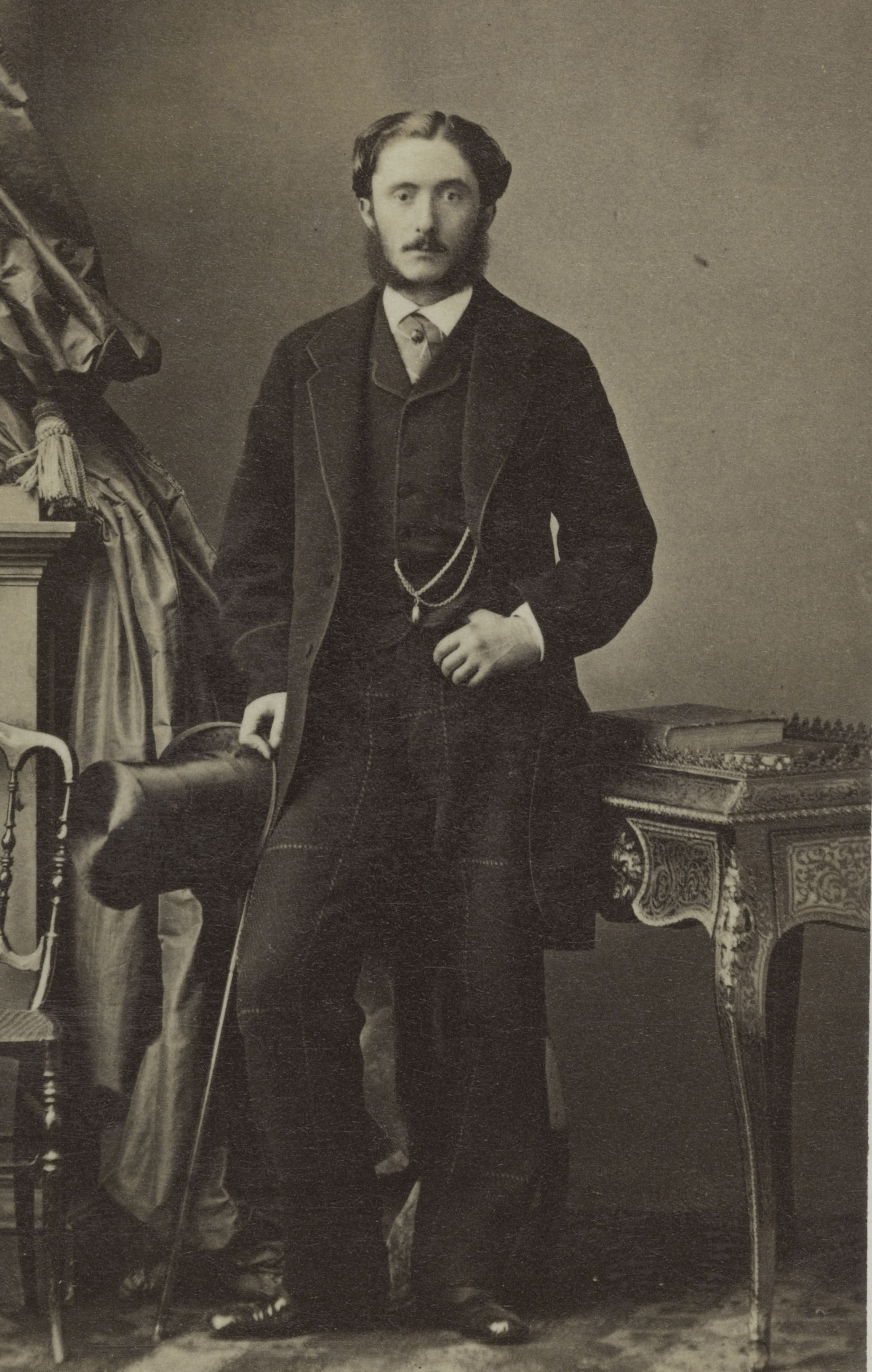
Stanislas Poniatowski (1835-1908), écuyer de Napoléon III
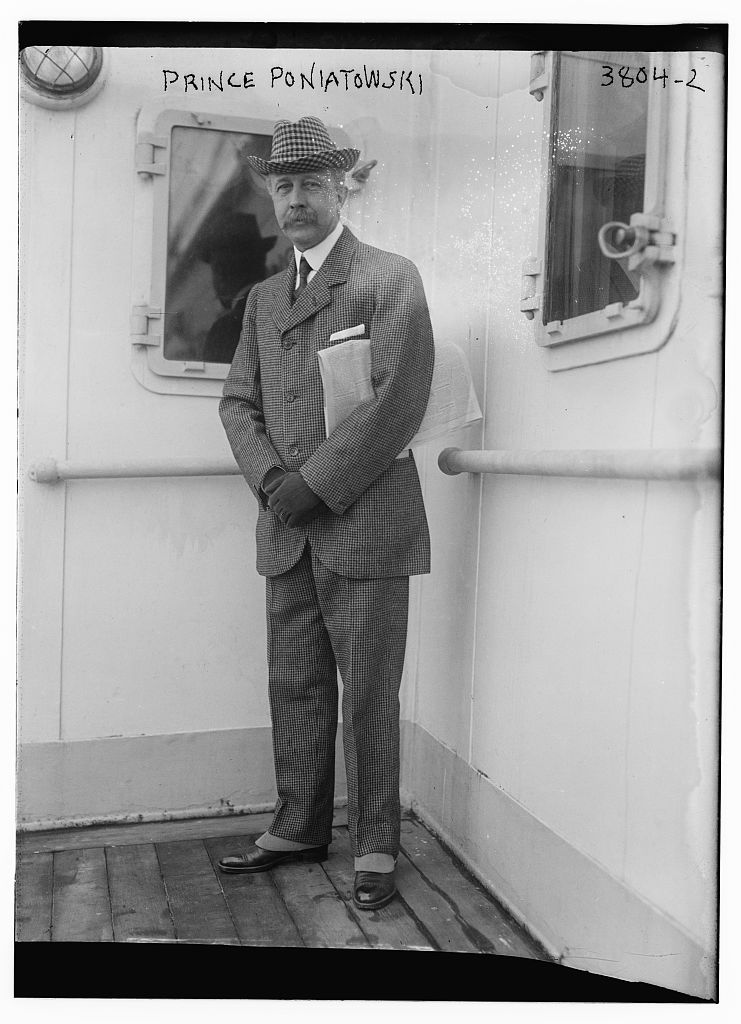
Karol Kazimierz Poniatowski 1916

- André Poniatowski (1864-1954), militaire, industriel et hommes d’affaires
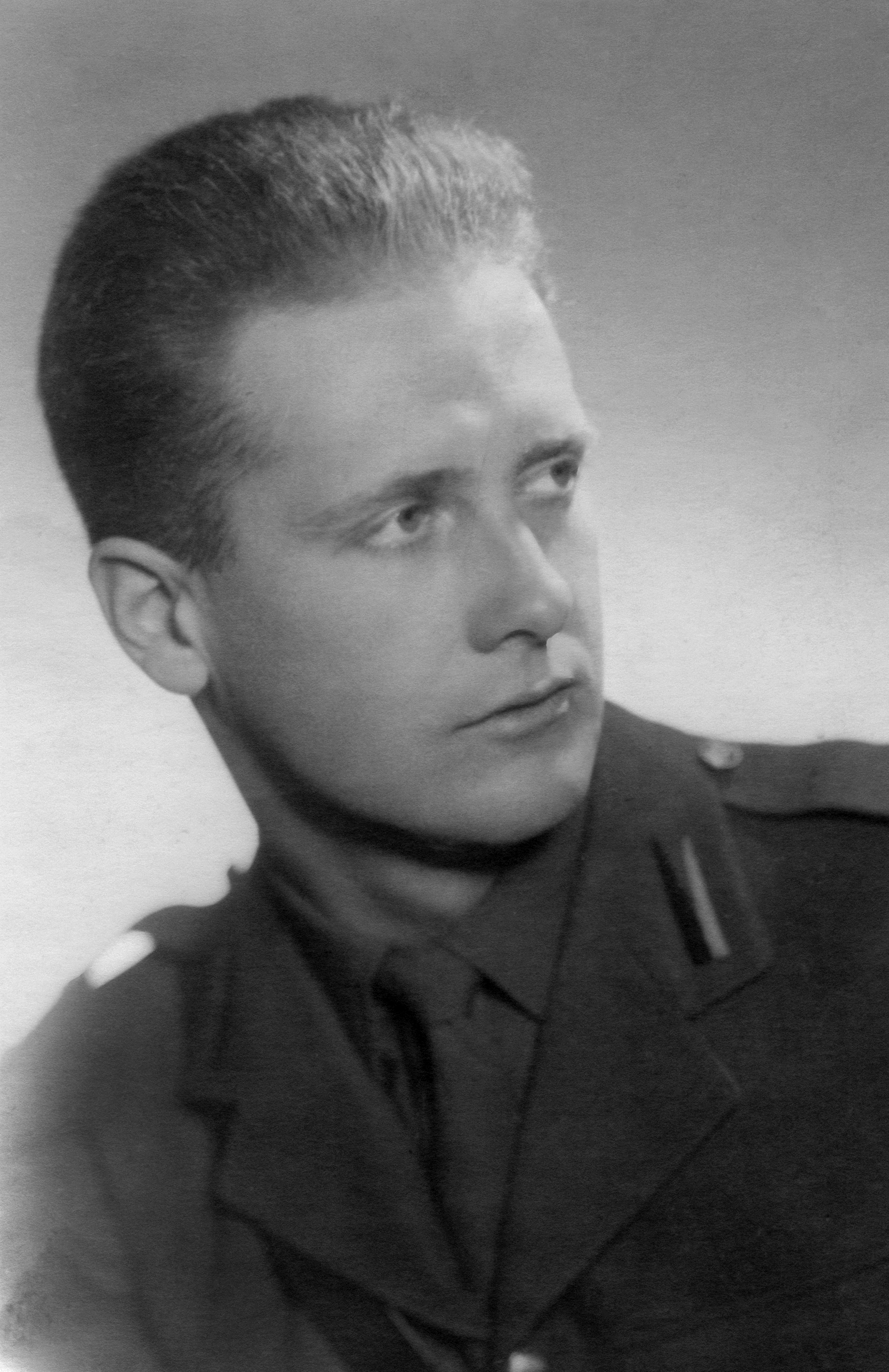
Marie-André Poniatowski (1921-1945), sous-lieutenant dans l'armée polonaise lors de la Seconde Guerre mondiale
- Charles Casimir Poniatowski (1897-1980), administrateur de sociétés
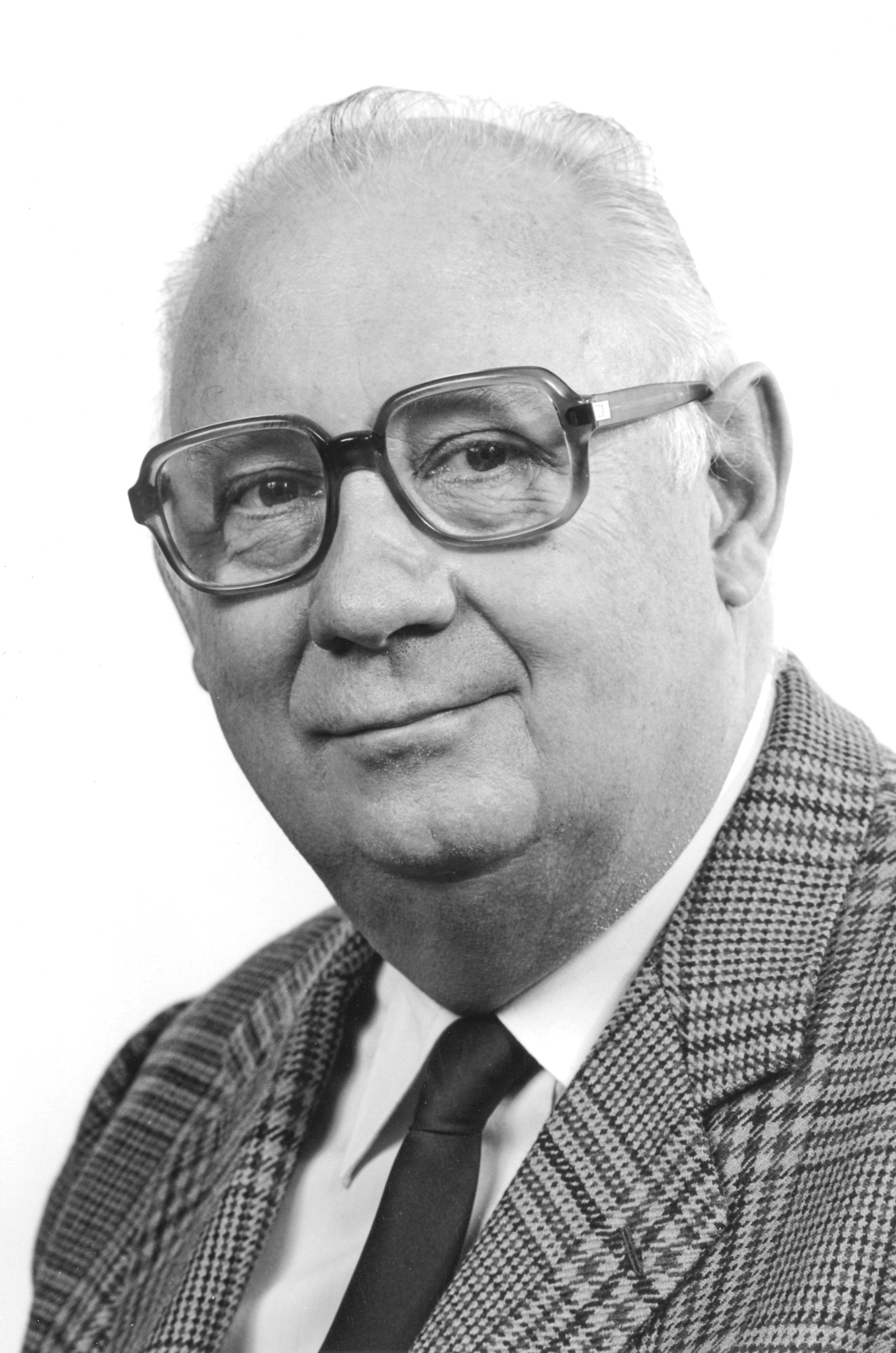
Michel Poniatowski (1922-2002), ministre de l'Intérieur de Valéry Giscard d'Estaing
- Prince Jean-Stanislas Poniatowski (1935-2024) père de Marie et Sarah Poniatowski[2]
- Elena Poniatowska (1932), écrivaine et journaliste franco-mexicaine
- Ladislas Poniatowski (1946), sénateur français
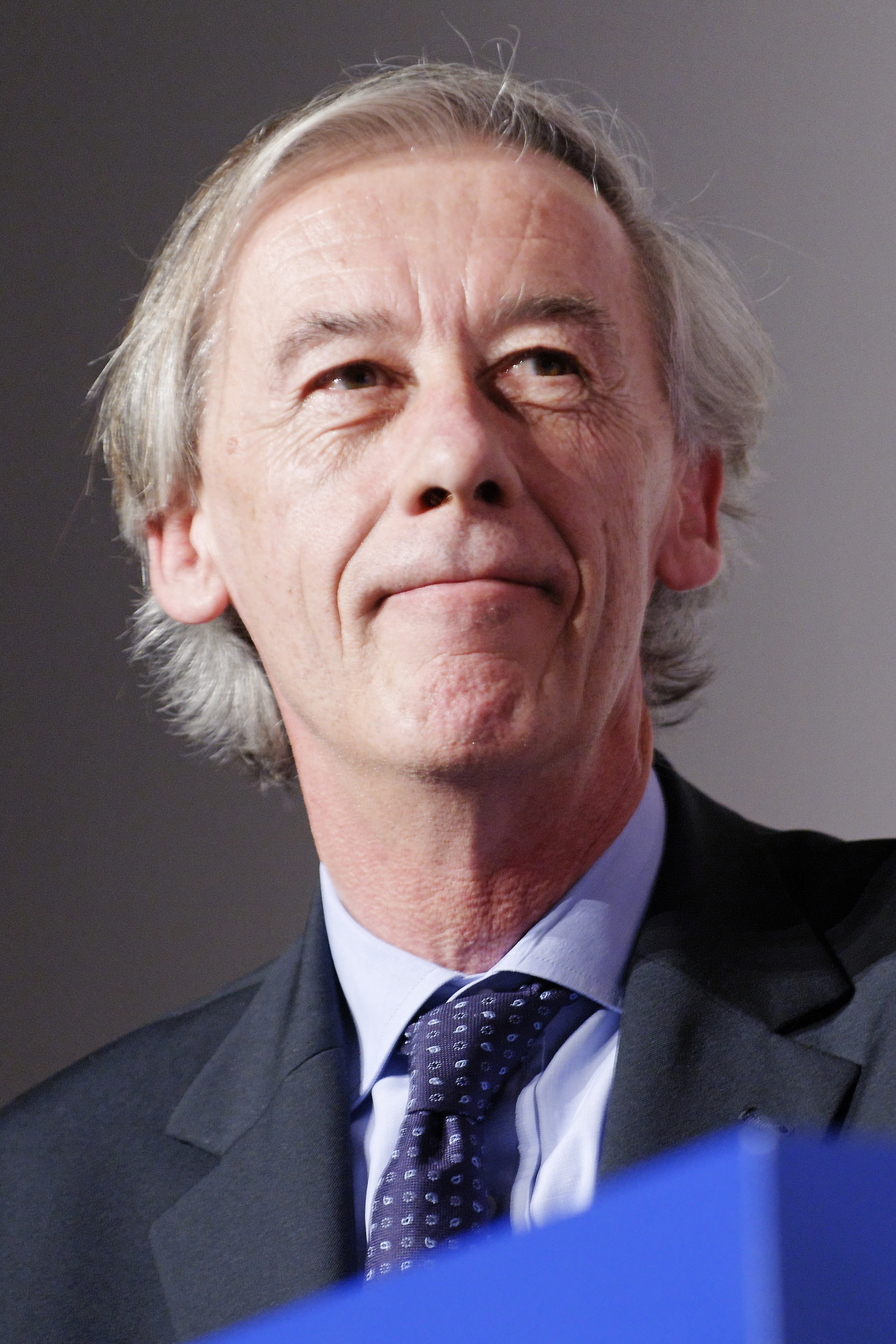
Axel Poniatowski (1951), député français
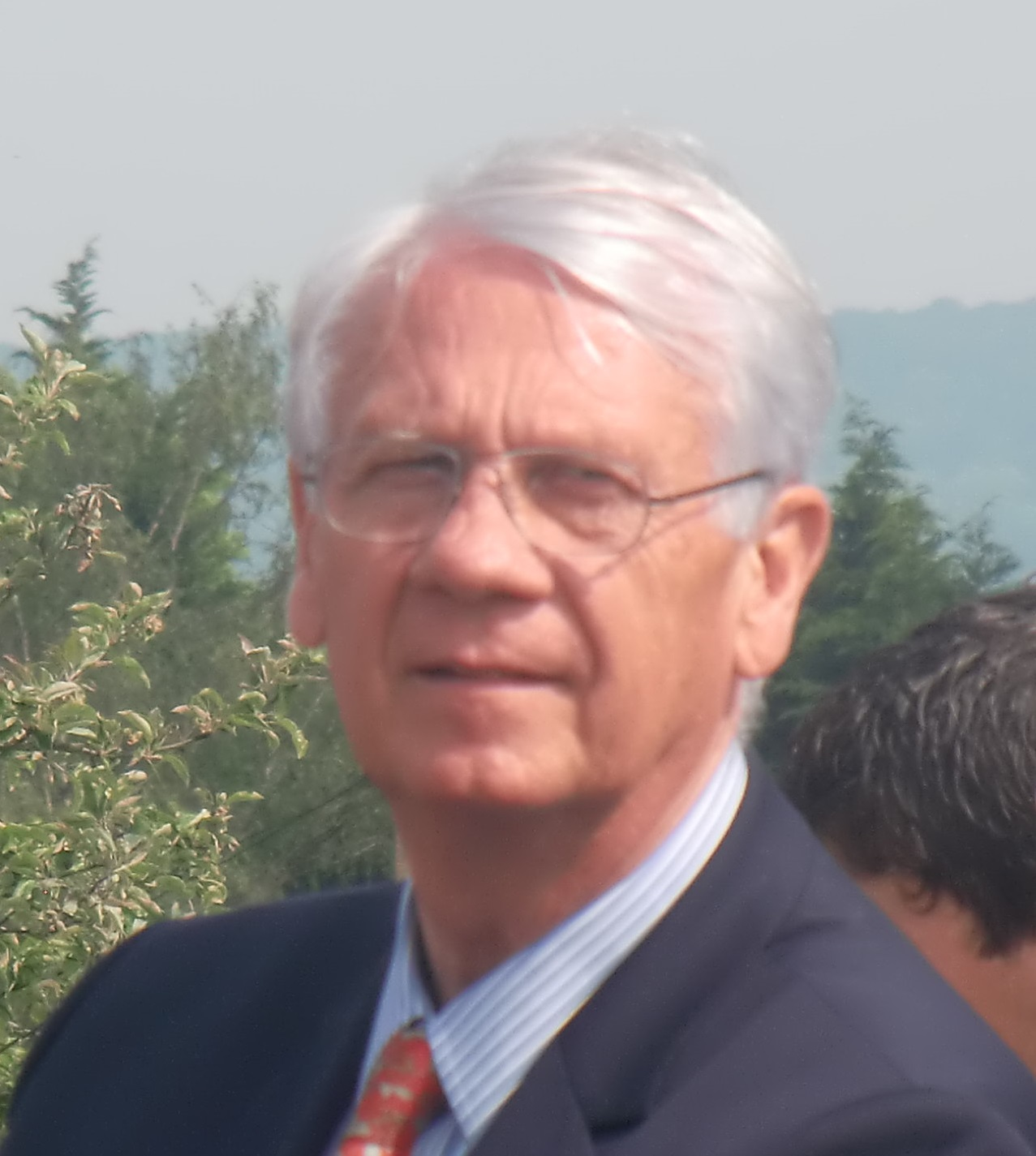
Ladislas Poniatowski (1946-)

- Sarah Poniatowski (1973), designer et décoratrice d’intérieur, ex-épouse du chanteur Marc Lavoine.  - Stanisław Poniatowski (1676-1762)
  - Kazimierz Poniatowski (en) (1721-1800)
  - Stanislas II (1732-1798), roi de Pologne
  - Stanisław Poniatowski (1754-1833)
  - Józef Antoni Poniatowski (1763-1813)
  - Joseph Poniatowski (1816-1873)
  - Stanislas Poniatowski (1835-1908)
  - Karol Kazimierz Poniatowski 1916
  - Marie-André Poniatowski (1921-1945)
  - Michel Poniatowski (1922-2002)
  - Axel Poniatowski (1951- )
  - Ladislas Poniatowski (1946-)

## Armoiries
| Image | Noms et blasonnement |
| ----- | --- |
|       | Blason du Clan Ciołek |
|       | Joseph-Antoine Poniatowski : D'argent, au bœuf de gueules, sur une terrasse de sinople. (Les armes de Ciolek. Manteau de gueules, frangé d'or, doublé d'hermine, sommé d'une couronne princière). |

## Sources
- Les papiers de la famille Poniatowski sont conservés aux Archives nationales, site de Pierrefitte-sur-Seine, sous la cote AP/340(I) : Inventaire du fonds.
- I Poniatowski e Roma - Andrea Busiri Vici (1903-1989), Edam, 1971 - 507 pages
- Notices sur les familles illustres et titrées de la Pologne, suivies de trois planche coloriées contenant les armes des familles mentionnées dans ces notices Seweryn Uruski (hrabia) A. Franck, 1862 - 321 pages